# Pocillopora molokensis
Pocillopora molokensis là một loài san hô trong họ Pocilloporidae. Loài này được Vaughan mô tả khoa học năm 1907.